# Iva Mrázková
Iva Mrázková (Opava, 1964) is een Tsjechisch kunstschilder en beeldhouwer, die woont en werk in Luxemburg.

## Leven en werk
Mrázková studeerde aan de Hogeschool voor Toegepaste Kunsten (1978-1982) en de kunstacademie (1983-1989) van Praag. In 1987 volgde ze lessen aan de Académie Pietro Vannucci in Perugia. In 1989, vier maanden voor de Fluwelen Revolutie, verliet ze Tsjecho-Slowakije en vestigde ze zich in Luxemburg. In 1992 
In 1992 was ze resident in de Cité Internationale des Arts in Parijs. Ze ontving dat jaar op de Cercle Artistique de Luxembourg de aanmoedigingsprijs voor jonge kunstenaars. Haar werk werd sindsdien meerdere keren onderscheiden. In 2009 werd Mrázková benoemd tot ridder in de Orde van Verdienste van het Groothertogdom Luxemburg. In 2014 werd ze honorair consul van Tsjechië in Luxemburg.
Mrázková werkte aanvankelijk vooral als schilder, via Jean Bichel kwam ze ook in 2007 in aanraking met de beeldhouwkunst. Ze nam onder andere met vijf monumentale sculpturen deel aan het festival Sculpture Line in Tsjechië (2018). In een interview zei ze dat het beeldhouwen haar meer plezier geeft dan het schilderen: "La sculpture me donne plus de plaisir, c’est plus une découverte, je me sens comme une enfant qui joue."

## Enkele werken
- 1995-1996 fresco's van onder anderen Johannes de Doper en Maria voor de Sint-Maartenskerk van Dudelange.
- 2007 geschilderde portretten voor het boek Portraits de femmes célèbres luxembourgeoises van Katja Rauch.
- 2007 Victoire, sculptuur in Hesperange. Uitgevoerd in cortenstaal door Jean Bichel.
- 2009 Étreinte, sculptuur in Steinsel. Uitgevoerd in cortenstaal door Jean Bichel.
- 2021 Vive l'acier, sculptuur in Walferdange. Uitgevoerd in cortenstaal door Jean Bichel.
- 2021 Mélodie , sculptuur bij de muziekschool in Steinsel. Uitgevoerd in cortenstaal door Jean Bichel.
- 2022 Monument de la Résistance des élèves, bij het Lycée Hubert-Clément in Esch-sur-Alzette. Uitgevoerd in cortenstaal door Jean Bichel.
- 2022 Énergie, sculptuur voor Enovos Luxembourg. Uitgevoerd in cortenstaal door Jean Bichel.
- 2022 wandschildering in de muziekschool van Steinsel.

Publicaties
- 2008 Luxembourg à tire d'aile, met Corinne Kohl-Crouzet.
- 2009 Glossaire d’une œuvre, met Jalel El Gharbi.
- 2009 De l'amande… au vin…. Luxemburg: Institut grand-ducal
- 2010  Sur les traces de Jean l’Aveugle, met Corinne Kohl-Crouzet.
- 2010 Voyage à Diekirch, met Corinne Kohl-Crouzet.
- 2011 Les mystères de la Comtesse Ermesinde, met Corinne Kohl-Crouzet.

## Onderscheidingen
- 1992 Prix d'encouragement aux Jeunes Artistes, Luxemburg
- 2001 Prix Max Goergen, Willerwitz
- 2004 Prix de l'Union Européenne des Arts, Praag
- 2005 Prix du Cercle Européen Franz Kafka, Praag
- 2008 Prix Petr Bezruč, Praag
- 2015 Prix du Concours pour le monument à Junglinster
- 2018 1e prijs op de Salon international d´art contemporain in Esch-sur-Alzette